# Francis de Noyelle
Francis de Noyelle (9 de dezembro de 1919 – Paris, 30 de março de 2017) foi um diplomata e alpinista francês, que participou ativamente  na Resistência francesa no departamento de Isère durante a ocupação nazi na Segunda Guerra Mundial.
Foi em 1950 um dos participantes da expedição francesa ao Annapurna, expedição chefiada por Maurice Herzog e com Louis Lachenal como segundo.

## Distinções
- Cavaleiro da Legião de Honra
- Croix de guerre 1939-1945 (francesa)
- Como todos os outros participantes da expedição ao Annapurna, também recebeu o Prix Guy Wildenstein[2]